# Юзес, Франсуа де Крюссоль
Франсуа де Крюссоль (фр. François de Crussol; 24 апреля 1604, Юзес — 14 июля 1680, Париж), герцог д'Юзес — французский придворный, первый светский пэр Франции.

## Биография
Сын Эмманюэля I де Крюссоля, герцога д’Юзеса, и Клод д’Эбрар.
Принц де Суайон, граф де Крюссоль и д’Апшье, барон де Леви и де Флорансак, сеньор д’Асье и де Кадена.
Губернатор Сентонжа и Ангумуа, почётный рыцарь королевы Анны Австрийской (с 1.06.1656, после того как отец отказался от этой должности в его пользу).
Командовал кавалерийским полком Крюссоля, сражался в битве при Авене (1635). 24 апреля со своим полком был направлен в Верден под начало маршала Брезе, затем был переведён в Руссильон, где, как и его отец, участвовал в осаде Перпиньяна (1642).
Принёс присягу в парламенте в качестве пэра 12 апреля 1658, принес оммаж Людовику XIV за герцогство Юзес, графство Крюссоль и прочие владения 6 ноября 1667.
31 декабря 1661 года был пожалован в рыцари орденов короля.
Актом от 7 марта 1674 передал герцогство и пэрство сыну; королевским патентом от 20 марта за ним были сохранены положенные этим титулам почести.
Умер в Париже и был погребён в монастыре кармелиток в предместье Сен-Жак.

## Семья
1-я жена (7.01.1625, развод 1633): Луиза-Генриетта де Лашатр, дама де Мезонфор, дочь Луи де Лашатра, барона де Мезонфора, маршала Франции, и Элизабет д'Этамп, вдова Франсуа де Валуа, графа д'Але. Третьим браком вышла за Клода По де Рода, великого церемонимейстера Франции
2-я жена (28.09.1636): Маргерит д'Апшье (1617—17.04.1708), единственная дочь и наследница графа Кристофа д'Апшье, виконта де Вазея, и Маргерит де Флагеак, мачехи Франсуа
Дети:
- Эмманюэль II (5.01.1642—1.07.1692), герцог д'Юзес. Жена (1664): Мари-Жюли де Сен-Мор (ок. 1647—1695), дочь Шарля де Сен-Мора, герцога де Монтозье, и Мари-Жюли д'Анжен, маркизы де Рамбуйе и Пизани
- Луи (1645—15.05.1716), маркиз де Флорансак. Жена (1688): Мари-Луиза-Тереза де Сентер (1670—1705), дочь Анри де Сентера, маркиза де Шатонёфа, и Анн де Лонгваль
- Шарль-Эмманюэль (ум. 08.1665), аббат Юзеса (1664)
- Анн-Луиза (ум. 1718), монахиня-кармелитка в парижском предместье Сен-Жак (12.05.1662)
- Маргерит (ум. 1680), монахиня в Виль-л'Эвеке
- Сюзанна, аббатиса Йера (1691—1709), затем монахиня в Пор-Рояле
- Мари-Роз (ум. 08.1723). Муж 1) (контракт 9.01.1668): Франсуа-Жозеф де Порселле, граф де Лудён; 2): Габриель-Шарль де Мюрвьель (ум. 1713), королевский наместник в Лангедоке